# Batalha do Fórum dos Galos
Na batalha do Fórum dos Galos (em latim: Forum Gallorum), em 14 de abril de 43 a.C., uma aliança entre Otaviano e os cônsules Aulo Hírcio e Pansa derrota Marco Antônio. Logo após essa batalha Otaviano consegue formar o segundo triunvirato.

## Batalha
Seguindo o caos após a morte de Júlio César, Marco Antônio cerca o conspirador Décimo Júnio Bruto Albino,que era governador da Gália Cisalpina, perto de Mutina (atual Módena), que recebe reforço da República Romana comandados pelo cônsul geral Caio Víbio Pansa Cetroniano, que além de perder a batalha é ferido mortalmente. Sem tempo de comemorar a vitória as tropas cansadas de Marco Antônio são obrigadas a recuar ante a chegada do general Aulo Hírcio.
Na batalha de Mutina, seis dias depois da primeira batalha, os dois exércitos se encontram novamente agora com a presença de Otaviano. Antônio perde a batalha mas Hírcio morre e num ato de coragem de Otávio que recupera o corpo do general em plena batalha e carrega o estandarte da legião de Hírcio por algum tempo, ele ganha o respeito e a liderança da legião do general morto.
Logo após essa batalha em Bolonha, Otaviano e Antônio declararam uma trégua abrindo espaço para o segundo triunvirato formado por eles e Marco Emiliano Lépido, um grande aliado de Júlio César.